# Cicatrodea monima
Cicatrodea monima är en skalbaggsart. Cicatrodea monima ingår i släktet Cicatrodea och familjen långhorningar. Inga underarter finns listade i Catalogue of Life.